# Distretto rurale di Arusha
Il distretto rurale di Arusha è uno dei distretti in cui è amministrativamente suddivisa la regione di Arusha in Tanzania.

## Suddivisione amministrativa
Il distretto è diviso nelle seguenti circoscrizioni (wards), tra parentesi gli abitanti (censimento 2022):
1. Bangata (10 166)
2. Bwawani (14 025)
3. Ilboru (9 367)
4. Ilkiding'a (15 218)
5. Kimnyak (16 332)
6. Kiranyi (40 158)
7. Kisongo (12 519)
8. Kiutu (22 874)
9. Laroi (7 096)
10. Lemanyata (14 672)
11. Lengijave (15 027)
12. Mateves (23 287)
13. Mlangarini (19 291)
14. Moivo (25 110)
15. Mussa (13 481)
16. Mwandeti (22 650)
17. Nduruma (14 490)
18. Oldonyosambu (13 003)
19. Oldonyowas (11 905)
20. Oljoro (9 100)
21. Olmotonyi (13 345)
22. Olorieni (29 477)
23. Oltoroto (18 899)
24. Oltrumet (13 869)
25. Sambasha (12 739)
26. Sokoni II (20 213)
27. Tarakwa (11 205)